# 頓珍館おやじ
『頓珍館おやじ』（とんちんかんおやじ）は、テレビ朝日系列のゴールデン劇場（毎週木曜日21:00 - 21:54）の枠で、1980年1月10日から同年5月1日まで放送されていたテレビドラマ。全17話。

## 概要・内容
東京・築地で評判という中華料理店「頓珍館」が主な舞台。この店は主人の綾小路丑寅とその娘・はるか、店員の八郎で営まれている。丑寅は旧華族・綾小路家の出身でありながら、実は正妻の子ではなく愛人の子であるため、正妻の子である姉や妹たちからは煙たがられているという事情があり、あえての実家を飛び出し、中華料理店の主人に収まったという経緯があった。丑寅の一家と綾小路家本家の家族たち、店に出入りする客・人々、それぞれが織りなす人間模様を描いた人情喜劇。
なお、本作から松下電器に加えてマツダ、ロレアルが入り複数社提供となったため、「ナショナルゴールデン劇場」から「ゴールデン劇場」となった。

## キャスト
- 綾小路丑寅：若山富三郎
- 綾小路はるか：森田理恵
- 綾小路頼子：乙羽信子
- 綾小路月子：加賀まりこ
- 八郎：松山英太郎
- 今西加代（スナック「ガス燈」主人）：岸田今日子
- 良子（スナック「ガス燈」ママ）：浅利香津代
- 徳三：藤岡琢也
- 直：阿部敏郎
- 勝又源介：真夏竜
- 久保陽平：中山仁
- 石山：佐藤允
- 英子：森マリア
- 精作：河原崎國太郎
- 北村和夫
- 水谷亜希子
- 辰五郎：守田学哉
- 松：日高幸司
- 綾小路六郎：渡辺文雄
- 綾小路敦子：久我美子 - 六郎の妻
- 綾小路小夜：中田喜子

## スタッフ
- 脚本：金子成人、田口耕三
- 演出：大村哲夫、川田方寿
- 制作：テレビ朝日

## 放映リスト
| 各話   | 放送日        | サブタイトル         | 脚本     | 演出               | ゲスト                                            |
| ------ | ------------- | -------------------- | -------- | ------------------ | ------------------------------------------------- |
| 第1話  | 1980年1月10日 | （サブタイトル無し） | 金子成人 | 大村哲夫           |                                                   |
| 第2話  | 1980年1月17日 | 謎の女の正体は?      | 金子成人 | 大村哲夫           |                                                   |
| 第3話  | 1980年1月24日 | 恋と喧嘩と味自慢     | 金子成人 | 大村哲夫           |                                                   |
| 第4話  | 1980年1月31日 | 愛する人は…          | 金子成人 | 大村哲夫、川田方寿 |                                                   |
| 第5話  | 1980年2月7日  | 下町大歌舞伎         | 金子成人 | 大村哲夫、川田方寿 | 老人ホーム・木又院長：村上冬樹                    |
| 第6話  | 1980年2月14日 | 春一番は恋の風       | 金子成人 | 大村哲夫、川田方寿 |                                                   |
| 第7話  | 1980年2月21日 | 可愛い子には旅させろ | 金子成人 | 川田方寿           |                                                   |
| 第8話  | 1980年2月28日 | 迷探偵その人は?      | 田口耕三 | 川田方寿           | 三浦友一：浜田光夫 倉田トキ：赤木春恵             |
| 第9話  | 1980年3月6日  | 丑寅びっくり! 結婚話 | 田口耕三 | 川田方寿           | 今西泰助（加代の父）：加藤嘉                      |
| 第10話 | 1980年3月13日 | 見知らぬ訪問者       | 金子成人 | 川田方寿           | 田ノ倉小吉：杉浦直樹                              |
| 第11話 | 1980年3月20日 | ガラスのような仲直り | 田口耕三 | 川田方寿           |                                                   |
| 第12話 | 1980年3月27日 | おとこ命の純情は…    | 田口耕三 | 川田方寿           | 矢島（ボーイ）：奥田英二 令子（看護婦）：早川絵美 |
| 第13話 | 1980年4月3日  | 味は味でもガンコ味   | 金子成人 | 川田方寿           |                                                   |
| 第14話 | 1980年4月10日 | 愛の女神は気まぐれ屋 | 金子成人 | 川田方寿           |                                                   |
| 第15話 | 1980年4月17日 | 逃げた女房に未練あり | 田口耕三 | 川田方寿           | 木原幸吉：茶川一郎                                |
| 第16話 | 1980年4月24日 | 恋の売り込み作戦     | 金子成人 | 川田方寿           |                                                   |
| 最終話 | 1980年5月1日  | 愛の頓珍麺一丁上り   | 金子成人 | 川田方寿           |                                                   |